# ČSK Uherský Brod
Český sportovní klub Uherský Brod w skrócie ČSK Uherský Brod – czeski klub piłkarski, grający w IV lidze czeskiej, mający siedzibę w mieście Uherský Brod.

## Historia
Klub został założony w 1893 roku. W latach 1952, 1977-1990 i 1992-1993 grał w trzeciej lidze czechosłowackiej. Po rozpadzie Czechosłowacji grał w sezonie 1993/1994 w Moravskoslezskej fotbalovej lidze i awansował wówczas do drugiej ligi czeskiej. Spędził w niej rok. W sezonie 1997/1998 spadł do czwartej ligi. W sezonie 2016/2017 wrócił do Moravskoslezskej fotbalovej ligi

## Stadion
Domowe mecze klub rozgrywa na stadionie o nazwie Stadion Lapač, położonym w mieście Uherský Brod. Stadion może pomieścić 1300 widzów.